# Космос-27
Космос-27 је један од преко 2400 совјетских вјештачких сателита лансираних у оквиру програма Космос.
Космос-27 је лансиран са космодрома Тјуратам, Бајконур, СССР, 27. марта 1964. Ракета-носач Р-7 Семјорка (рус. Семёрка) (8К71, НАТО ознака SS-6 Sapwood) са додатим степеном је поставила сателит у орбиту око планете Земље. Маса сателита при лансирању је износила 6520 килограма. Космос-27 је био неуспјела сонда за истраживање планете Венере.